# Нілмар
Нілмар Онорату да Сілва (порт. Nilmar Honorato da Silva, нар. 14 липня 1984, Бандейрантіс) — бразильський футболіст, нападник клубу «Аль-Райян».

## Клубна кар'єра
Народився 14 липня 1984 року в місті Бандейрантіс. Вихованець футбольної школи клубу «Інтернасьйонал».
Дорослу футбольну кар'єру розпочав 2002 року в основній команді того ж клубу, в якій провів два сезони, взявши участь у 42 матчах чемпіонату.
Влітку 2004 року переїхав до Європи, перейшовши у французький «Олімпік» (Ліон). І за перший сезон виборов титул чемпіона Франції та став володарем Суперкубка Франції.. проте заграти у Франції не зміг і вже влітку на правах оренди повернувся на батьківщину в клуб «Корінтіанс», разом з яким став чемпіоном країни.
З 2007 по 2009 рік грав у складі «Інтернасьйонала», разом з яким 2008 року виграв Південноамериканський кубок.
Своєю грою за останню команду привернув увагу представників тренерського штабу «Вільярреала», до складу якого приєднався в липні 2009 року. Відіграв за вільярреальський клуб наступні три сезони своєї ігрової кар'єри. Більшість часу, проведеного у складі «Вільярреала», був основним гравцем атакувальної ланки команди. Після того як за підсумками сезону 2011—12 «Вільярреал» вилетів з Ла Ліги, Нілмар покинув клуб.
15 липня 2012 року приєднався до складу катарського клубу «Аль-Райян».

## Виступи за збірні
2004 року залучався до складу молодіжної збірної Бразилії. На молодіжному рівні зіграв у 3 офіційних матчах.
13 липня 2003 року дебютував в офіційних матчах у складі національної збірної Бразилії в матчі проти збірної Мексики.
У складі збірної був учасником розіграшу Золотого кубка КОНКАКАФ 2003 року у США та Мексиці, де разом з командою здобув «срібло», розіграшу Кубка Конфедерацій 2009 року у ПАР, здобувши того року титул переможця турніру, та чемпіонату світу 2010 року у ПАР.
Всього провів у формі головної команди країни 24 матчі, забивши 9 голів.

## Титули і досягнення

### Командні
- Переможець Ліги Гаушу (5):

«Інтернасьйонал»: 2003, 2004, 2008, 2009, 2015
- Володар Південноамериканського кубка (1):

«Інтернасьйонал»: 2008
- Чемпіон Франції (1):

«Олімпік» (Ліон): 2004-05
- Чемпіон Бразилії (1):

«Корінтіанс»: 2005
- Володар Суперкубка Франції (1):

«Олімпік» (Ліон): 2005
- Володар Кубка шейха Яссіма (1):

«Ар-Райян»: 2012
- Володар Кубка Еміра Катару (1):

«Ар-Райян»: 2013
- Володар Кубка наслідного принца Катару (1):

«Аль-Джаїш»: 2014

### Збірні
- Чемпіон світу (U-20): 2003
- Срібний призер Золотого кубка КОНКАКАФ: 2003
- Володар Кубка конфедерацій: 2009

### Особисті
- Найкращий бомбардир Ліги Пауліста: 2006 (18)